# Karl Wesseler
Karl Wesseler (11 de abril de 1929 - 26 de abril de 2010) fue un actor, director de televisión y de ópera, compositor, escritor, artista de cabaret y profesor universitario de nacionalidad alemana.

## Biografía
Nacido en Düsseldorf, Alemania, era el mayor de los seis hijos de un notario. Criado en Dormagen, se formó en el Hansagymnasium de Colonia. Hubo de interrumpir sus estudios al ser llamado en 1945, el último año de la Segunda Guerra Mundial, para ir al frente con la Wehrmacht con quince años de edad. Tras sus estudios secundarios acudió al Conservatorio Robert Schumann de Düsseldorf, donde completó su formación como actor. Posteriormente fue alumno de la Universidad de Colonia, donde recibió formación en teatro, musicología, germanística, filosofía y administración de empresas. Se graduó en 1954 con la tesis Untersuchungen zur Darstellung des Singspiels auf der deutschen Bühne des 18. Jahrhunderts, la cual recibió un premio cum laude.
A partir de la mitad de los años 1950 Karl „Charly“ Wesseler trabajó como actor y director, pianista, presentador, compositor, autor teatral y guionista. Colaboró con teatros como el Staatstheater Darmstadt, el Staatstheater Nürnberg, la Ópera Estatal de Hesse, la Ópera del Estado de Hamburgo y la Deutsche Oper am Rhein. En géneros como la ópera, opereta y el musical, fue director de muchas de las emisiones de Willy Millowitsch. Igualmente, fue director del Rheinisches Landestheater Neuss, del Theater am Niederrhein Kleve y entre 1983 y 1989 del Städtische Bühnen Münster. En 1984 recibió el premio de carnaval, Orden Mückenstich, otorgada a destacadas personalidades de Münster. Uno de los musicales de mayor éxito representados en Münster fue la composición de Gerhard Jussenhoven Good Luck Bill oder Gut Holz Wilhelm, llevada a escena en 1989.
Por sus actividades educativas en la Staatlichen Musikhochschule Rheinland, y por su trabajo como director de la escuela de ópera, Wesseler fue premiado con el título de profesor. Tuvo una especial dedicación al teatro infantil, con piezas como Die Heinzelmännchen von Köln, Der Rattenfänger von Hameln, Columbus entdeckt Amerika y Columbus in der Neuen Welt. Su obra infantil Columbus verzaubert den Mond se estrenó en 1993 en el Friedrichstadt-Palast de Berlín, con un elenco de casi 200 niños. 
Vivió con su esposa, la dramaturga Dorothea Renckhoff, con la que tuvo dos hijos, en Colonia. En su última actuación pública, en octubre de 2009, trabajó en una representación con Peter Zadek en el Schauspielhaus Hamburg, espectáculo del que formaron parte la clarinetista Giora Feidman y el cantante Udo Lindenberg.
Karl Wesseler falleció el 26 de abril de 2010 en Colonia, siendo enterrado el 4 de mayo de 2010 en el Cementerio Melaten-Friedhof de esa ciudad.

## Producciones televisivas (selección)
- 1997-2002 : Orden wider den tierischen Ernst, ARD
- 1993 : Pension Schöller, WDR
- 1991 : Der Raub der Sabinerinnen, WDR
- 1985 : De bruoken Kroos, WDR
- 1982 : Ehrenbürger, WDR
- 1981 : Rabourdin und seine Erben, ZDF
- 1981 : Der kühne Schwimmer, WDR
- 1980 : Der Maulkorb, WDR, con Anja Kruse
- 1980 : Der Bürger als Edelmann, WDR
- 1979 : Der müde Theodor, WDR
- 1979 : Das Schloßgespenst, WDR
- 1978 : Das Geld liegt auf der Bank, WDR, con Willy Millowitsch y Peter Millowitsch
- 1977 : Otto der Treue, ARD
- 1977 : Der doppelte Moritz, WDR
- 1976 : Anton zieh die Bremse an, WDR
- 1975 : Hurra - ein Junge, Bayerischer Rundfunk/WDR
- 1974 : Die schwebende Jungfrau, Bayerischer Rundfunk/WDR, con Brigitte Mira
- 1974 : Tante Jutta aus Kalkutta, WDR
- 1973 : Lieber reich, aber glücklich, WDR
- 1972 : Weekend im Paradies, Bayerischer Rundfunk/WDR
- 1972 : Sohn gegen Vater, WDR, con Willy Millowitsch y Günter Lamprecht
- 1972 : Zufall, alles Zufall, WDR, con Willy Millowitsch
- 1971 : Der Raub der Sabinerinnen, WDR
- 1970 : Zwei in der Krise, WDR, con Heinz Bennent
- 1967 : Zwischen Bach und Beat (serie), ZDF
- 1965 : Die Weihnachtsgeschichte (Carl Orff)
- 1954 : Pimpinone oder Die ungleiche Heirat , Nordwestdeutscher Rundfunk/ARD

## Producciones teatrales (selección)
- 2000 : Mein Herz ist for you, Kölner Philharmonie, con Roberto Blanco
- 1999 : Bye bye, Drusus, Rheinisches Landestheater Neuss
- 1997 : My Fair Lady, Aalto-Theater de Essen
- 1995 : Arsénico y encaje antiguo, Ópera Estatal de Hesse
- 1995 : Feuerwerk, Theater Dortmund
- 1993 : Columbus verzaubert den Mond, Friedrichstadt-Palast de Berlín
- 1993 : Meine Frau Wie-heißt-sie-noch, Rheinisches Landestheater Neuss
- 1992 : Molière oder Der Geheimbund der Heuchler, Rheinisches Landestheater Neuss/Globe
- 1990 : Feuerwerk, Theater Bielefeld
- 1989 : Good Luck, Bill! oder Gut Holz, Wilhelm!, Städtische Bühnen Münster
- 1988 : El sueño de una noche de verano, Städtische Bühnen Münster
- 1988 : Don Giovanni, Städtische Bühnen Münster
- 1987 : Los cuentos de Hoffmann, Städtische Bühnen Münster
- 1986 : Der Spiegel, Städtische Bühnen Münster
- 1985 : Las bodas de Fígaro, Städtische Bühnen Münster
- 1984 : El mercader de Venecia, Städtische Bühnen Münster
- Los cuentos de Canterbury, Städtische Bühnen Münster
- Los arcángeles no juegan a las máquinas de petaco, de Dario Fo, Städtische Bühnen Münster
- 1983 : Dr. Doolittle in Afrika, Theater Ulm
- 1982 : Nullzunull oder die Wiederbelebung des Angriffspiels, Bühnen der Stadt Köln
- 1980 : El burgués gentilhombre, Rheinisches Landestheater Neuss
- 1978 : La dama del mar, Rheinisches Landestheater Neuss
- 1970 : Guys and Dolls, Ópera de Wuppertal, con Christian Quadflieg
- 1970 : Kiss Me, Kate
- 1969 : Liebe für Liebe, Bühnen der Stadt Köln

## Trabajos como compositor (selección)
- 2006 : Der bittere Honig (dirección de Peter Zadek), con Julia Jentsch y Eva Mattes
- 1977 : Die Geisel (dirección de Peter Zadek), con Herbert Grönemeyer
- 1970 : Der Pott (dirección de Peter Zadek), con Hannelore Hoger, Rosel Zech y Heinz Bennent

## Actor (selección)
- 2004 : Die Australierin, Rheinisches Landestheater Neuss[5]
- 1970 : Der Pott, dirección de Peter Zadek, WDR
- 1965 : Der Nebbich, dirección de Peter Zadek, TV

## Otros trabajos (selección)
- Columbus verzaubert den Mond (revista infantil)
- Good Luck, Bill! oder Gut Holz, Wilhelm! (musical, compuesto con Gerhard Jussenhoven)
- Pille zur Macht (musical)
- Columbus entdeckt Amerika (pieza teatral infantil)
- Columbus in der neuen Welt (pieza teatral infantil)
- Dr. Dolittle in Afrika (pieza teatral infantil)
- Die Heinzelmännchen von Köln (pieza teatral infantil)
- Der Rattenfänger von Hameln (pieza teatral infantil)
- Clown in Afrika oder Wie man mit Lachäpfeln Affenräuber fängt (pieza teatral infantil)